# 국자 (도구)

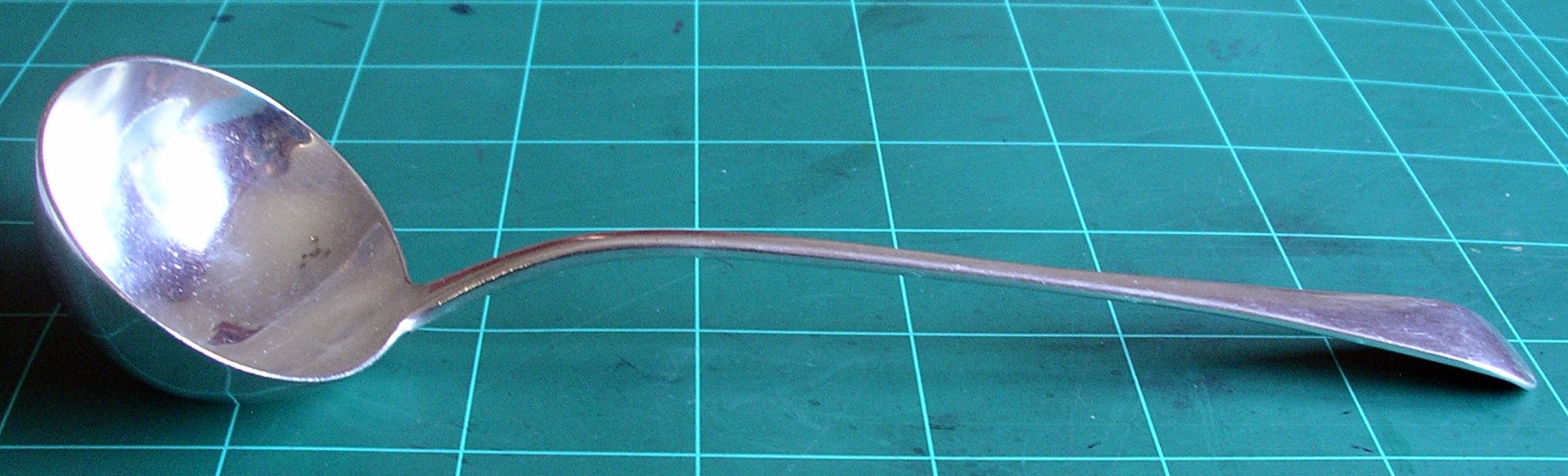

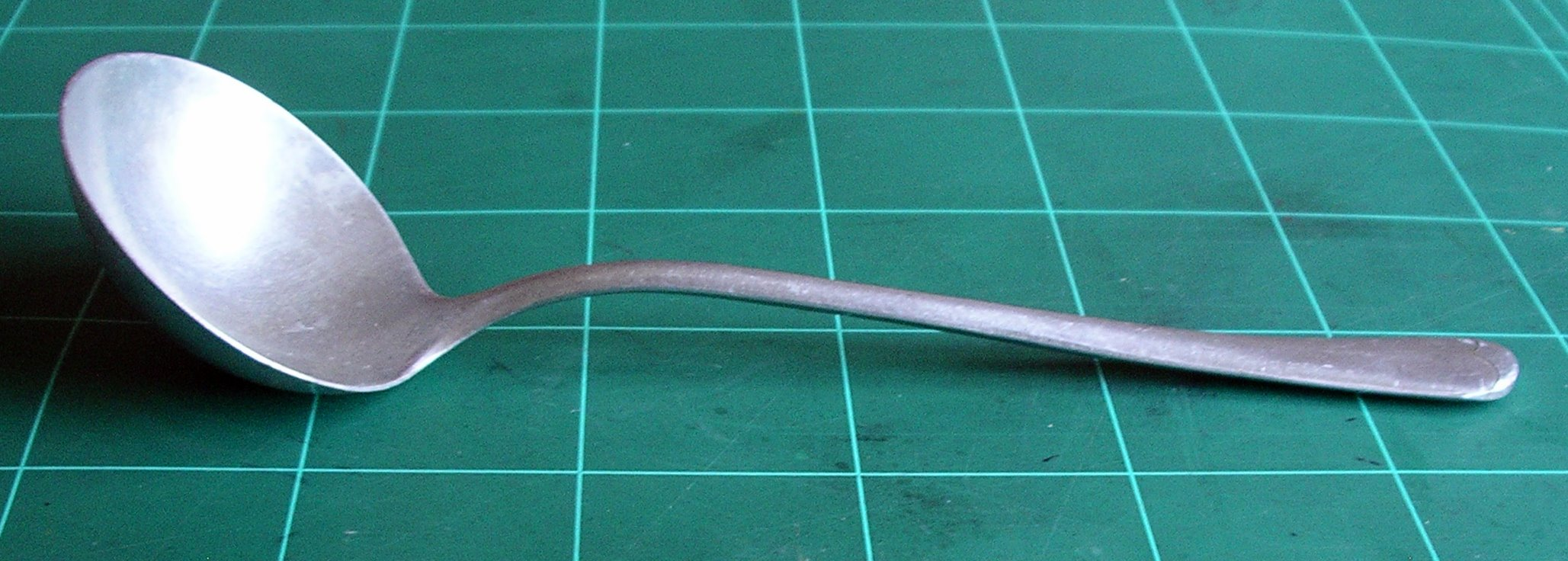

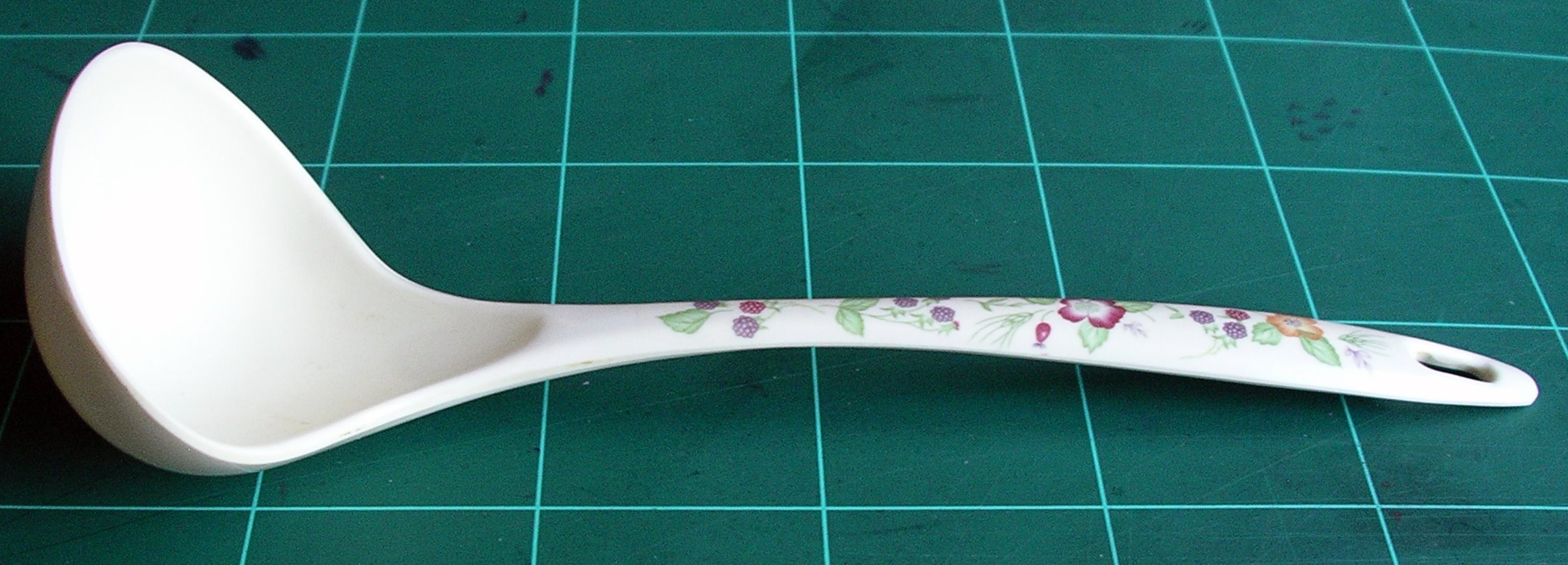

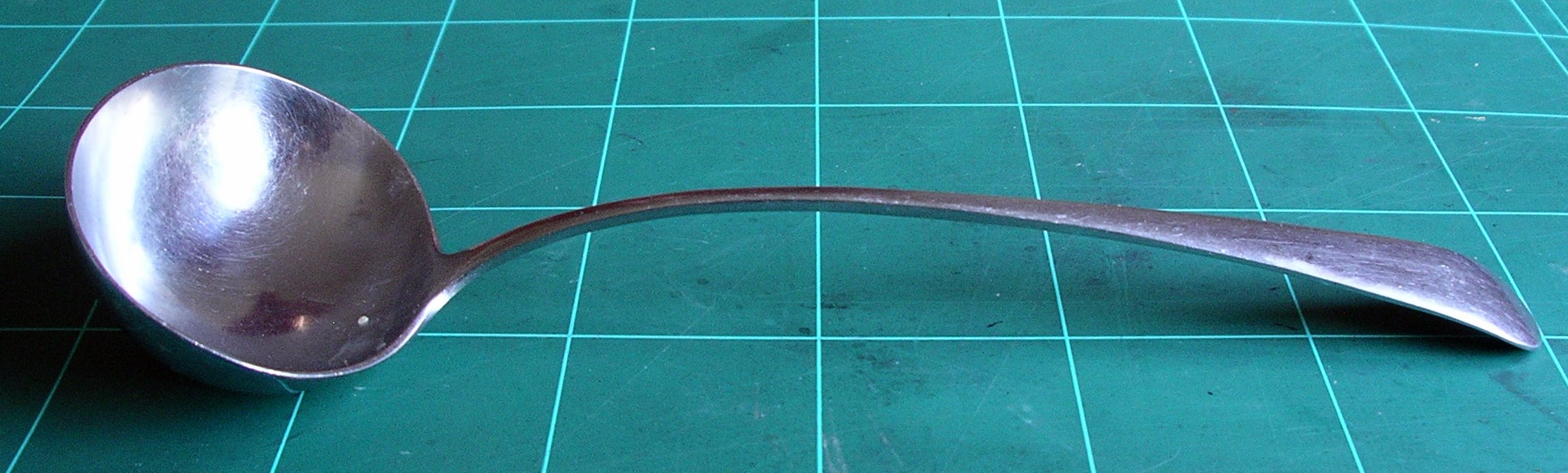

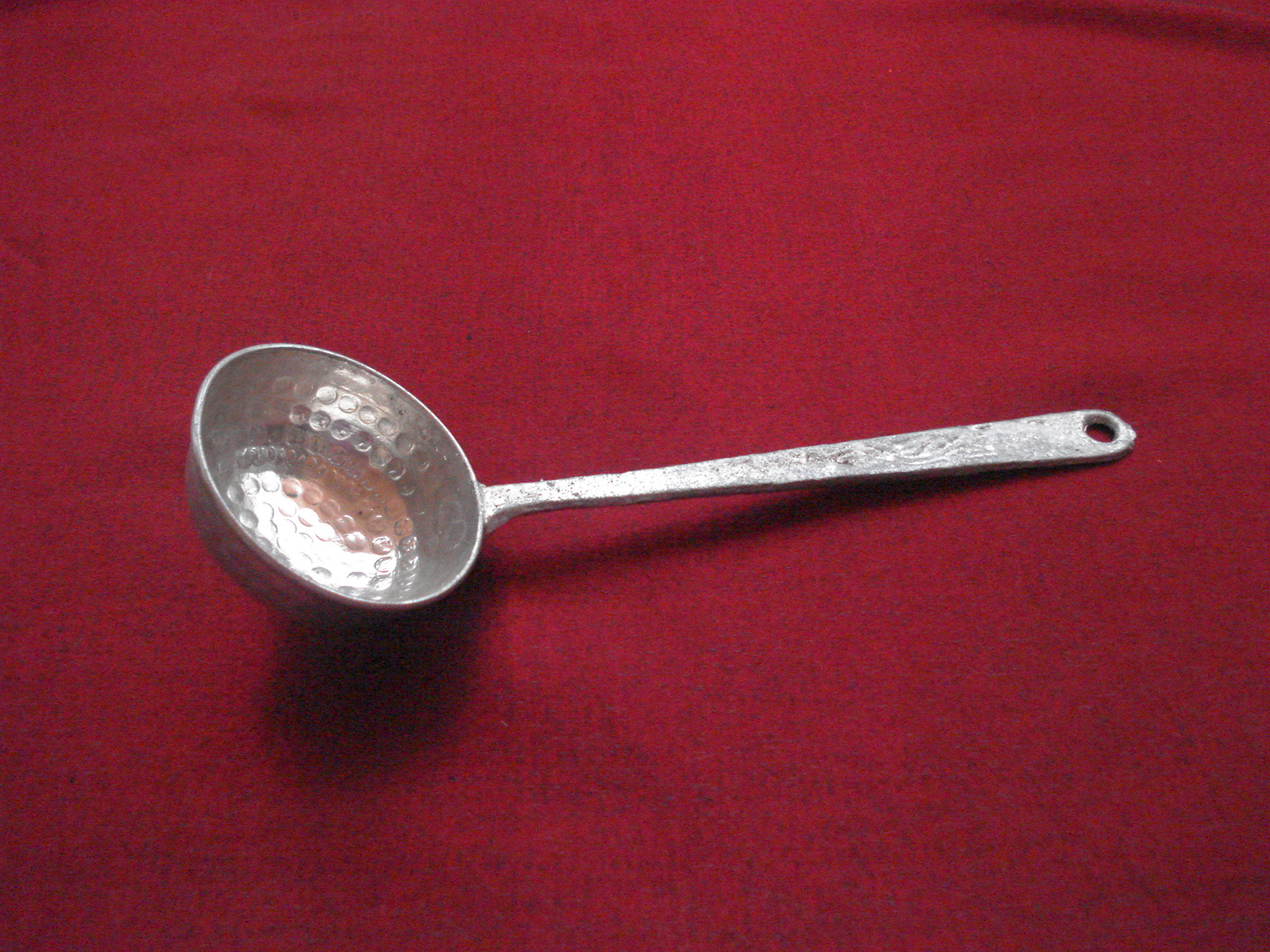

국자는 국이나 액체, 물 등을 뜨는 데 쓰이는 조리 기구이다. 주로 수프, 스튜, 찌개 종류 및 기타 음식류 등을 조리할 때에도 물론 유용하게 쓴다.
디자인은 다양하지만 일반적인 국자에는 깊은 그릇에 끝나는 긴 손잡이가 있으며, 냄비나 다른 용기에서 액체를 들어 올려 그릇으로 운반하기 쉽도록 그릇이 손잡이에 비스듬히 향하는 경우가 많다. 일부 국자는 액체를 부을 때 더 미세한 흐름을 허용하기 위해 대야 측면에 지점이 있다. 그러나 이는 자신을 향해 붓는 것이 더 쉽기 때문에 왼손잡이 사용자에게는 어려움을 초래할 수 있다. 따라서 이러한 국자 중 상당수는 양쪽에 핀치가 있는 것이 특징이다.
현대의 국자는 일반적으로 다른 주방 도구와 동일한 스테인레스 스틸 합금으로 만들어진다. 그러나 알루미늄, 은, 플라스틱, 멜라민 수지, 목재, 대나무 또는 기타 재료로 만들 수 있다. 국자는 용도에 따라 다양한 크기로 만들어진다. 예를 들어, 길이가 5인치(130mm) 미만인 작은 크기는 소스나 조미료에 사용되는 반면, 길이가 15인치(380mm)를 넘는 초대형 크기는 수프나 펀치에 사용된다.
국자는 또한 많은 문화권에서 종교 의식의 일부이다. 일본 사원에서는 히샤쿠라고 알려진 나무 국자를 사용하여 사원에 들어가기 전에 자기 정화를 의미하는 의식인 초즈를 수행한다.

## 같이 보기
- 주걱
- 스푼
- 수저
- 숟가락
- 포크